# Oncholaimus oxyuris
Oncholaimus oxyuris är en rundmaskart som beskrevs av E. Ditlevsen 1911. Oncholaimus oxyuris ingår i släktet Oncholaimus och familjen Oncholaimidae. Arten är reproducerande i Sverige. Inga underarter finns listade i Catalogue of Life.